# BOY'S HEART
「BOY'S HEART」（ボーイズ・ハート）は藤井フミヤの23枚目のシングル。2003年5月21日にソニー・ミュージックアソシエイテッドレコーズから発売された。

## 概要
1年振りのシングル。初盤はレーベルゲートCDで発売。2004年7月7日にCDｰDAで再発。本作は、「アストロボーイ・鉄腕アトム」エンディングテーマ。（第1話 - 第25話、第34話 - 第35話、第49話 - 最終話）アトムシール（全部で5種類＋シークレット2種類）1枚及びコンサートツアー「THE PARTY 2003」（6月28日から9月28日）の先行予約案内が封入。

## 収録曲
全曲作詞・作曲：藤井フミヤ　全曲編曲：屋敷豪太
1. BOY'S HEART
2. DADDY'S HEART